# Pockau-Lengefeld
Pockau-Lengefeld város Németországban, azon belül Szászország tartományban. Lakosainak száma 7349 fő (2023. december 31.). Pockau-Lengefeld Zschopau, Grünhainichen és Börnichen/Erzgeb. községekkel határos.

## Városrészek
- Forchheim
- Görsdorf
- Kalkwerk
- Lengefeld
- Lippersdorf
- Nennigmühle
- Neunzehnhain
- Obervorwerk
- Pockau
- Rauenstein
- Reifland
- Stolzenhain
- Vorwerk
- Wernsdorf
- Wünschendorf

## Népesség
A település népességének változása:
| Lakosok száma | 7713 | 7634 | 7415 | 7445 | 7349 |
|               | 2017 | 2019 | 2021 | 2022 | 2023 |